# Tara Shine
Tara Shine (República da Irlanda) é uma cientista ambiental, consultora de políticas e divulgadora cientítica irlandesa. Seu trabalho considera negociações sobre mudanças climáticas e capacitação. É ex-membro do Grupo de Especialistas da Convenção-Quadro das Nações Unidas sobre a Mudança do Clima. Apresentou a Royal Institution Christmas Lectures em 2020.

## Formação
Shine nasceu na República da Irlanda. Obteve um bacharelado em ciência ambiental na Universidade de Ulster. Permenaceu lá para seus estudos de pós-graduação, afiliando-se ao Departamento de Geografia. Em suas pesquisas de doutorado estudou as terras úmidas da Mauritânia.

## Carreira
Shine participou do Homeward Bound, um programa de liderança global para mulheres cientistas. Atuou como conselheira da Fundação Mary Robinson e no Conselho de Curadores do International Institute for Environment and Development (IIED). Shine apresentou vários programas de televisão para a BBC, incluindo Expedition Borneo, Lost crocodiles of the pharaohs e A Wild Irish Year.
É fundadora da empresa social Change by Degrees, que visa ensinar as pessoas como envolver os indivíduos em como viver e trabalhar de forma sustentável. A empresa inspirou seu primeiro livro, How to Save Your Planet One Object At A Time, que visa aconselhar as pessoas a tomarem decisões mais sustentáveis.
Em 2020 foi eleita para o Conselho de Curadores do IIED e em setembro de 2020 assumiu a função de presidente. Foi selecionada como uma das palestrantes da Royal Institution Christmas Lectures em 2020, juntamente com Helen Czerski e Christopher Jackson, discutindo o impacto da atividade humana no planeta.

## Publicações selecionadas

### Livros
- Shine, Tara. How to save your planet one object at a time. London: [s.n.] ISBN 978-1-4711-8410-9. OCLC 1140153195

### Artigos em periódicos
- Robinson, Mary; Shine, Tara (2018). «Achieving a climate justice pathway to 1.5 °C». Nature Climate Change (em inglês). 8 (7): 564–569. ISSN 1758-6798. doi:10.1038/s41558-018-0189-7
- Shine, Tara (2013). «Climate justice: Equity and justice informing a new climate agreement» (PDF). WRI. Consultado em 3 de abril de 2021
- Shine, Tara; Campillo, Gisela (22 de dezembro de 2016). «The Role of Development Finance in Climate Action Post-2015» (em inglês). doi:10.1787/18a859bf-en